# Triso
Triso is een monotypisch geslacht van straalvinnige vissen uit de familie van zaag- of zeebaarzen (Serranidae).

## Soort
- Triso dermopterus (Temminck & Schlegel, 1842)